# Slavernij in de oudheid

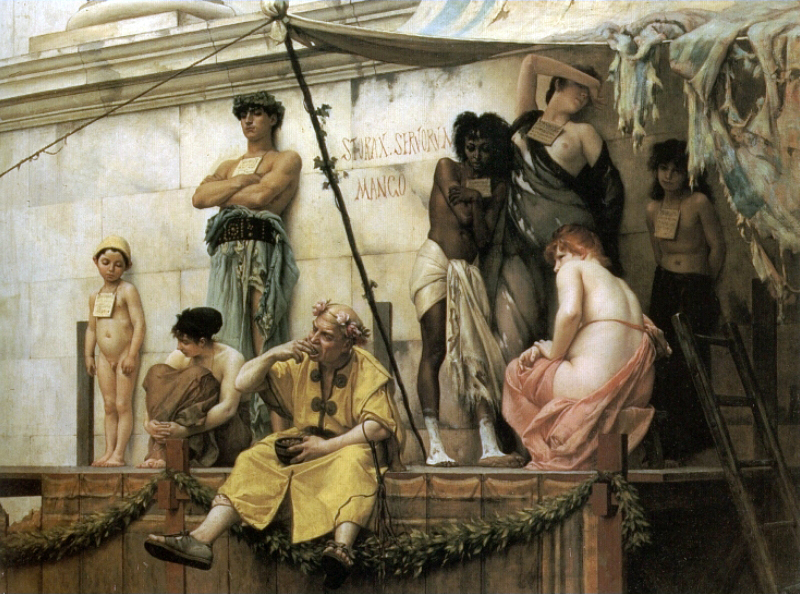
Geromantiseerde negentiende-eeuwse weergave van een Romeinse slavenmarkt

Slavernij was een belangrijk onderdeel van het economisch systeem in de oudheid. Het is slechts deels vergelijkbaar met slavernij in de moderne zin van het woord. 

## Slavernij in Mesopotamië
De juridische code van de Sumerische koning Ur-Nammu bevat wetten met betrekking tot slaven, geschreven rond 2100 – 2050 v. Chr. Het is het oudste bekende spijkertablet dat een wetboek bevat. Het wetboek van Hammoerabi, maakt ook een onderscheid tussen vrij geboren burgers, vrijgelatenen en slaven.
Het beeld van de door Nebukadnezar II gedeporteerde Joden doet denken dat de slavernij in Babylonië een belangrijk fenomeen was. De gedeporteerde Joden waren echter niet tot slaaf gemaakt, maar leefden onvrijwillig in den vreemde. In Babylonië werd men meestal geen slaaf door oorlog, maar via schulden die meestal ontstonden door misoogsten.
Slaven waren belangrijk voor het uitoefenen van allerlei ambachten, maar tussen de vrije ambachtslieden vormden ze toch een minderheid. Vooral op technisch gebied was het aantal vrije beroepsbeoefenaars veel groter.
Tempelslaven kwamen veel meer voor. Er zijn gegevens over het uitdelen van voedsel aan heel wat slaven. Toch moesten de tempels vaak overgaan tot het huren van de arbeid van veel vrije werkkrachten waardoor de tempelslaven toch niet zo'n grote groep vormden.

## Slavernij in het Oude Griekenland
Tot ongeveer 500 v.Chr. was slavernij vrij uitzonderlijk in het oude Griekenland. De meeste slaven waren niet van Griekse oorsprong, maar kwamen uit Klein-Azië.
In Sparta was er ook een soort slavernij. Hier ging het om de Heloten. Dit was de oorspronkelijke bevolking die door de Spartanen waren onderworpen. Ze waren een soort staatsslaven die aan de grond waren gebonden en uitgeleend konden worden, maar ze konden niet worden verkocht of vrijgelaten. Ze moesten vooral een deel van de winst afstaan. Ze konden een goede vooruitgang maken, maar sommige hadden het lastig door de krypteia.
In Athene was de slavernij vrij groot. Sommige schattingen vermelden honderdduizend slaven, één derde van de toenmalige bevolking. Dit was vrij hoog in vergelijking met andere stadstaten. De reden hiervoor was de democratie waardoor veel arbeid door slaven gedaan moest worden. Zo waren er in de Laurionmijnen veel slaven aan het werk.
De slaven waren vooral belangrijk voor de mijnbouw en in mindere mate voor de landbouw en de ambachten. De slaven in de mijnbouw (Laurionmijnen) hadden het vrij zwaar, maar de andere slaven kenden een redelijk goed bestaan, hoewel ze geen vrijheid bezaten. Zo bestonden er niet veel specifieke verboden. Sommige slaven hadden zelfs een vrij zelfstandig bestaan en moesten in ruil een vast bedrag betalen. Ook bestonden er vrijlatingen van de slaaf en werd een onmenselijke behandeling van de slaven niet getolereerd.

### Aristoteles
Slavernij werd in de oudheid niet altijd kritiekloos beschouwd. Aristoteles stelde in zijn Politica de vraag of slavernij rechtvaardig was. Hij stelde dat slavernij nuttig en rechtvaardig is, omdat sommige mensen van nature slaaf zijn.

## Slavernij in het oude Rome
Tot de vierde eeuw v.Chr. was de slavernij een ondergeschikt verschijnsel in Rome, maar vanaf de expansie in Italië nam de slavernij alleen maar toe. De slavernij nam pas echt grote proporties aan bij de verovering van de Mediterrane wereld.
De meesten werden slaaf door de oorlogen. Zo hadden de oorlogen in de Late Republiek gezorgd voor meer dan één miljoen slaven. Een ander groot deel van de slaven had zijn statuut gekregen via de geboorte. Ook konden Romeinse burgers in uitzonderlijke gevallen gedegradeerd worden tot slaaf.
De meeste gezinnen in Rome hadden een slaaf. Bij de armen werden ze meer als huisslaaf gebruikt, terwijl de rijken ze meer als profijtslaven gebruikten. De slaven waren actief in verschillende sectoren. De slaven in de mijn- en landbouw of op de galeien bevonden zich in de slechtste situatie. Er waren slaven die werkten in het huishouden en velen zorgden ook voor het vermogen. Sommige slaven hadden een heel onafhankelijk bestaan. Velen die in de nijverheid actief waren, konden onafhankelijk werken en zo hun winst behouden of moesten een vast bedrag afstaan.
De slaven werden vaak goed behandeld, hoewel de meester het recht had ze te doden. Slaven konden een relatie hebben met een andere slavin en hadden dikwijls de mogelijkheid om zelfstandig te werken. De Romeinen waren ervan overtuigd dat beloning beter is dan straffen en bovendien kregen slaven vaak het vooruitzicht op vrijlating. Vrijlatingen kwamen op grote schaal voor en vaak konden vrijgelatenen door hun ervaring en contacten snel verder opklimmen op de sociale ladder.